# الأثر البيئي للتسرب النفطي في خليج المكسيك 2010
وُصف التسرب النفطي في خليج المكسيك 2010، نتيجة انفجار منصة ديب واتر هورايزن لاستخراج النفط، بأنه أسوأ كارثة بيئية في الولايات المتحدة، إذ تسرب حوالي 4.9 مليون برميل (210 مليون غالون أمريكي، 780.000 متر مكعب) من النفط الخام، ما جعله أكبر تسرب نفطي بحري. كان لكل من التسرب وجهود التنظيف آثار على البيئة.
أُطلقت مستشارة الطاقة في البيت الأبيض كارول براونر على التسرب النفطي وصف «أسوأ كارثة بيئية واجهتها الولايات المتحدة». كان التسرب الأكبر في تاريخ الولايات المتحدة وأضخم بكثير من أي تسرب نفطي سابق، فقد فاق ب 20 مرة تسرب نفط إكسون فالديز. يُتوقع أن تكون عوامل مثل سمية البترول ونقص الأكسجين واستخدام مادة كوريكزيت من العوامل الرئيسية للضرر.

## التأثير على الأنواع البحرية
تركز معظم التأثير على الأنواع البحرية، إذ تهددت سلامة ثمانية متنزهات وطنية في الولايات المتحدة، وتعرض أكثر من 400 نوع يعيش في جزر الخليج والمستنقعات للخطر، بما في ذلك اللجأة الأطلسية المهددة بالانقراض، والسلحفاة الخضراء، والسلحفاة ضخمة الرأس، واللجأة صقرية المنقار، وسلحفاة المحيط جلدية الظهر. أُحصي ضمن الملاجئ الوطنية الأكثر عرضة للخطر حوالي 34000 طائر، بما في ذلك النوارس، والبجع، وأبو ملعقة الوردي، والبلشون الأبيض، والخرشناوات، والبلشون الأزرق الكبير.
بلغ عدد الأنواع التي أُحصيت عام 2009 من أنواع الخليج البحرية 15,700 نوع. شملت منطقة التسرب 8332 نوعًا، بما فيهم أكثر من 1200 سمكة، و200 طائر، و1400 من الرخويات، و1500 من القشريات، و4 سلاحف بحرية، و29 من الثدييات البحرية. أفاد باحثون من جامعة نيو هامبشاير في ورقة بحثية نُشرت عام 2011 في مجلة بايوساينس أن التسرب هدد 39 نوعًا بحريًا بالإضافة إلى الأنواع الأربعة عشر الخاضعة حاليًا للحماية الفيدرالية. وجد التقرير أن الأنواع المهددة تنوعت بين «أسماك قرش الحوت والأعشاب البحرية» وشملت التأثيرات الأخرى على الأنواع البحرية التأثير على سلاسل الغذاء المختلفة، فمع حدوث انقطاع واحد في السلسلة، يمكن أن تتأثر بقية السلسلة بشكل كبير.
صرح أستاذ الدراسات الساحلية بجامعة ولاية لويزيانا هاري روبرتس أن 4 ملايين برميل (640 ألف متر مكعب) من النفط ستكون كافية «للقضاء على الحياة البحرية في أعماق البحر بالقرب من التسرب وفي أماكن أخرى في الخليج» وأيضًا «على امتداد مئات الأميال من الساحل». أشار العالم المشارك في معهد وودز هول لعلوم المحيطات ماك سايتو إلى أن مثل هذه الكمية من النفط «قد تغير كيمياء البحر، مع نتائج غير متوقعة».
أشارت سامانثا جوي من جامعة جورجيا إلى أن النفط يمكن أن يضر الأسماك بشكل مباشر، وأن الميكروبات المستخدمة في استهلاك النفط ستقلل من مستويات الأكسجين في الماء. قالت إن النظام البيئي قد يتطلب سنوات أو عقودًا للتعافي، كما هو الحال مع التسربات السابقة. من شأن الأضرار التي تلحق بقاع المحيط أن تعرض سمكة فطيرة الخفاش في لويزيانا على وجه الخصوص للخطر، والتي ينحصر مداها بالكامل داخل المنطقة المتأثرة بالتسرب.
وفقًا لدراسة نشرت في مجلة كونسيرفيشن ليترز، من الممكن أن يكون العدد الفعلي لوفيات الثدييات بسبب التسرب أعلى بمقدار 50 مرة من عدد الجثث المستعادة. صرح روب ويليامز من جامعة كولومبيا البريطانية أن «تسرب النفط من ديب واتر كان الأكبر في تاريخ الولايات المتحدة، ومع ذلك، كان التأثير المسجل على الحياة البرية منخفضًا نسبيًا، ما أدى إلى اقتراحات بأن الضرر البيئي للكارثة كان متواضعًا في الواقع، وذلك لأن التقارير أشارت إلى أن عدد الجثث التي استُرجعت ساوت عدد الحيوانات التي نفقت بسبب التسرب».

### الخط الزمني
أُفيد في 22 أكتوبر 2010 أن سلاسل طويلة من النفط المتعرض للتجوية قد شوهدت تتحرك نحو المستنقعات على دلتا نهر المسيسيبي. يقضي مئات الآلاف من البط والإوز المهاجر الشتاء في هذه الدلتا. بعد عامين من التسرب النفطي، أُفيد بأن الطيور المهاجرة قد حملت مواد كيميائية من التسرب إلى مينيسوتا. أظهرت الأدلة الأولية أن الغالبية العظمى من العينات الصغيرة المختبرة من بيض البجع احتوت على «مركبات بترولية وكوريكزيت».
جُمع، بحلول 2 نوفمبر 2010، حوالي 6814 حيوانًا ميتًا، بما فيها 6104 طائر و609 سلحفاة بحرية و100 دولفين وغيرها من الثدييات والزواحف. لم يُحدد سبب نفوق هذه الحيوانات حتى أواخر يونيو وفقًا لهيئة الأسماك والحياة البرية الأمريكية. عُثر على 67 دولفينًا ميتًا في المنطقة المتضررة من التسرب منذ 1 يناير 2011، 35 منهم من العجول الخدج أو حديثي الولادة، وفقًا للإدارة الوطنية للمحيطات والغلاف الجوي.
أشارت دراسة أُجريت في الإدارة الوطنية للمحيطات والغلاف الجوي في ربيع عام 2012، جنبًا إلى جنب مع دراستين أخريتين ظهرتا في نفس الوقت، إلى أن الآثار البيئية طويلة المدى للتسرب قد تكون «أكثر خطرًا مما اُعتقد سابقًا». وجدت دراسة مشتركة أجرتها الإدارة الوطنية للمحيطات والغلاف الجوي وبريتش بيتروليوم أن «العديد من الدلافين المدروسة والبالغ عددها 32 عانت من نقص الوزن وفقر الدم وأمراض الرئة والكبد، بينما كان لدى نصفها تقريبًا مستويات منخفضة من هرمون يساعد الثدييات على التعامل مع الإجهاد بالإضافة إلى تنظيم عملية التمثيل الغذائي وأجهزة المناعة». وجد الباحثون أن بعض أنواع العناكب والحشرات الأخرى كانت أقل بكثير مما كانت عليه قبل التسرب.
لاحظت الفيزيائية السابقة في وكالة ناسا، بوني شوماكر، خلال تحليقها في يناير 2013 «ندرة الحياة البحرية» في دائرة نصف قطرها 30 إلى 50 ميلًا (50 إلى 80 كم) حول بئر ماكوندو. علقت وقتها قائلة: «لم أرَ منذ خريف 2011، أي بعد 14 شهرًا، أي سلاحف، بل القليل من الدلافين إن وجدت، وقلة من الأشعة، والقليل من أسماك القرش، والقليل من كرات الطعم، أي كل الأشياء التي اعتدنا رؤيتها». قد يعني ذلك أن الحياة البرية تركت المنطقة بحثًا عن الطعام. صرحت شوماكر لشبكة إن بي سي الإخبارية: «أعتقد أن خليج المكسيك في هذه الأجزاء عبارة عن صحراء ميتة نتنة لزوارها السابقين».
كانت الآثار المتبقية بعد ثلاث سنوات من التسرب النفطي ما تزال واضحة، بوجود كرات القطران على ساحل المسيسيبي، بالإضافة إلى لمعان نفطي على طول مستنقع ساحلي، وتعرية جزيرة في خليج باراتاريا تسارعت بسبب موت أشجار المانغروف والأعشاب المستنقعية.

### الشعاب المرجانية
اكتشف العلماء الممولين من الحكومة الفيدرالية، في 26 فبراير، أضرارًا في مرجان أعماق البحار على بعد عدة أميال من البئر. صرح رئيس البعثة وعالم الأحياء بجامعة ولاية بنسلفانيا تشارلز فيشر أن هناك «وفرة من البيانات الظرفية» التي تشير إلى أن الضرر المرجاني مرتبط بالتسرب. أشار هذا الاكتشاف إلى أن العواقب البيئية للتسرب قد تكون أكبر مما زُعم رسميًا سابقًا. «البيانات المرئية للموت الحديث والمستمر واضحة تمامًا ومتسقة على ما لا يقل عن 30 مستعمرة، إذ أن الموقع قريب من منصة ديب واتر هورايزون، وتأثر موقع البحث في العمق والاتجاه الصحيحين بعمود طبقة المياه العميقة، استنادًا إلى نماذج الإدارة الوطنية للمحيطات والغلاف الجوي والبيانات التجريبية، واكتُشف التأثير بعد بضعة أشهر فقط من احتواء التسرب».
عُثر في مارس 2012 على صلة نهائية بين موت مجتمع مرجاني خليجي بحجم نصف ملعب كرة قدم والتسرب. كتب العلماء: «إن وجود الشعاب المرجانية المتضررة والتي ماتت مؤخرًا تحت مسار عمود موثق سابقًا ينبع من بئر ماكوندو يقدم دليلًا دامغًا على أن النفط أثر على النظم البيئية للمياه العميقة».